# Anne Jean Marie René Savary
Anne Jean Marie René Savary, duque de Rovigo (Marcq, 26 de abril de 1774 – Paris, junho de 1833), foi um general francês napoleônico, e chefe da polícia. Distinguiu-se na Batalha de Marengo. Foi embaixador na Rússia.